# Andrzej Kurz
Andrzej Karol Kurz [wym.: kurc] (ur. 28 grudnia 1931 w Białej Krakowskiej) – polski polityk, działacz komunistyczny, historyk, polonista, wydawca, nauczyciel akademicki, w latach 1971–1981 i 1983–1990 dyrektor Wydawnictwa Literackiego, w latach 1980–1981 przewodniczący Miejskiej Rady Narodowej w Krakowie, w latach 1999–2005 doradca prezydenta RP Aleksandra Kwaśniewskiego.

## Życiorys
W 1953 ukończył studia polonistyczne na Uniwersytecie Jagiellońskim, a w 1955 został również absolwentem studiów historycznych na Uniwersytecie Warszawskim. W 1958 ukończył studia doktoranckie w Instytucie Nauk Społecznych przy KC PZPR, a w 1968 studia w Wyższej Szkole Partyjnej przy KC KPZR w Moskwie.
Od 1948 do 1952 był członkiem Związku Młodzieży Polskiej, a od 1951 należał do Polskiej Zjednoczonej Partii Robotniczej. W latach 50. pełnił funkcję osobistego sekretarza Romana Zambrowskiego. W okresie 1961–1965 pełnił funkcję I sekretarza Komitetu Miejskiego PZPR w Krakowie. Po rozwiązaniu komitetu w 1965 przez centralne władze partyjne powrócił do Warszawy, gdzie jako inspektor w KC PZPR, opracowywał podręczniki marksizmu-leninizmu i materiały szkoleniowe dla członków PZPR, prowadząc zajęcia z nauk politycznych w Państwowej Wyższej Szkole Teatralnej w Warszawie. Od 1968 do 1971 wykładał również w Wyższej Szkole Nauk Społecznych przy KC PZPR.
W 1971 wrócił do Krakowa na stanowisko dyrektora Wydawnictwa Literackiego oraz wykładowcy nauk politycznych, przejściowo także prorektora, w Państwowej Wyższej Szkole Teatralnej. W latach 1971–1981 i 1983–1990 dyrektor Wydawnictwa Literackiego, które pod jego kierownictwem zyskało markę jednego z czołowych wydawnictw humanistycznych w Polsce, dokonując m.in. edycji utworów Sławomira Mrożka oraz pierwszą w oficjalnym obiegu w PRL edycję dzieł Witolda Gombrowicza. W 1975 przewodniczył Komitetowi Krakowskiemu Frontu Jedności Narodu. w latach 1973–1976 pełnił funkcję wiceprzewodniczącego, a w okresie 1980–1981 przewodniczącego Miejskiej Rady Narodowej w Krakowie. Od 1980 do 1981 był członkiem egzekutywy Komitetu Krakowskiego PZPR.
Od listopada 1981 do 1982 jako I zastępca przewodniczącego Komitetu ds. Radia i Telewizji kierował Telewizją Polską. W okresie jego kierownictwa, po wprowadzeniu 13 grudnia 1981 w Polsce stanu wojennego, została pod dyktando struktur partyjnych i Służby Bezpieczeństwa przeprowadzona akcja weryfikacji dziennikarzy Telewizji Polskiej, w wyniku której usunięto z niej osoby sympatyzujące z ruchem „Solidarności”. Bezskutecznie kandydował jako członek PZPR w wyborach 4 czerwca 1989.
Od 1975 działacz kojarzonego z liberalnym skrzydłem PZPR Stowarzyszenia „Kuźnica”, jego wiceprzewodniczący w latach 1981–2001 i po śmierci Andrzeja Urbańczyka przewodniczący od 2001. Doradca w kancelarii prezydenta Aleksandra Kwaśniewskiego w okresie 1999–2005, radny Sejmiku Województwa Małopolskiego z listy SLD-UP w latach 2002–2006 (nie ubiegał się o ponowny wybór). W 2005 został początkowo zarejestrowany jako kandydat Socjaldemokracji Polskiej do Senatu, jednak ostatecznie nie wystartował w wyborach.
Członek Społecznego Komitetu Odnowy Zabytków Krakowa w okresie 1978–1989, od 1996 do 2009 zastępca przewodniczącego Komitetu. Został publicystą tygodnika „Przegląd”.
Odbyły się dwa jego jubileusze: 70-lecia udziału w życiu publicznym Krakowa (2019, w Sali Miedzianej Muzeum Krakowa przy Rynku Głównym 35) oraz 90-lecia urodzin (2022, w Sali Obrad Rady Miasta Krakowa, w gmachu Urzędu Miasta Krakowa).

## Odznaczenia i nagrody
W 1973 był laureatem nagrody "Trybuny Ludu" (zespołowej) dla autorów podręcznika do szkolenia partyjnego "Wiedza o partii" (1973). Postanowieniem prezydenta Aleksandra Kwaśniewskiego z 2 czerwca 2005, w uznaniu wybitnych zasług dla zachowania dziedzictwa narodowego, za działalność w Stowarzyszeniu „Kuźnica”, został odznaczony Krzyżem Wielkim Orderu Odrodzenia Polski. W 2022 otrzymał Honorową Nagrodę Kowadła Stowarzyszenia Kuźnica.

## Książki
- Społeczna rola Polskiej Zjednoczonej Partii Robotniczej, 1. wyd. Warszawa 1966
- Partia i ideologia. Marksizm-leninizm ideologią partii, PZPR kierowniczą siłą narodu, 1. wyd. Warszawa 1968 (z Marianem Żychowskim)
- Zasady organizacyjne partii, Warszawa 1970
- Podstawowa organizacja partyjna, jej rola i zadania, Warszawa 1971
- Podstawy ideologii i polityki PZPR, Warszawa 1975 (wraz z Jerzym Pawłowiczem i Januszem Gołębiowskim)
- Przyszłość a przezwyciężenie przeszłości, Warszawa 1988
- Kurz – galopem przez Kraków i z powrotem, Fundacja Gospodarki i Administracji Publicznej, 2024 (przedmowa – Jerzy Hausner; wywiad z Andrzejem Kurzem – Jacek Purchla)[13]